# Caneleiro-verde
Caneleiro-verde ou caneleiro-de-dorso-verde (Pachyramphus viridis) é uma espécie de ave da família Tityridae.
Pode ser encontrada nos seguintes países: Argentina, Bolívia, Brasil, Equador, Guiana, Paraguai, Peru, Uruguai e Venezuela.
Os seus habitats naturais são: florestas subtropicais ou tropicais húmidas de baixa altitude e regiões subtropicais ou tropicais húmidas de alta altitude.